# Gallië
Gallië is de vernederlandste naam van de Latijnse benaming (Gallia) voor het westelijke gebied van Europa, dat overeenkomt met het moderne Frankrijk, België, het westen van Zwitserland, en delen van Nederland en Duitsland ten westen van de Rijn. Gallia (Grieks: Γαλλία) is nog altijd de Griekse naam voor Frankrijk, en bijvoorbeeld in het Spaans wordt galo vaak gebruikt als synoniem voor Frans. De Galliërs waren de bewoners van Gallië en een groot deel van overig Europa.

## Verspreiding
De Galliërs waren verspreid geraakt over een groot gedeelte van Europa in de eeuwen voor de Romeinse bezetting, en spraken verschillende Keltische dialecten. Er woonden ook Galliërs in de vlakten van Noord-Italië het zogenaamde Gallia Cisalpina (Gallië aan deze kant van de Alpen) en Venetië. Andere Kelten waren gemigreerd over de Pyreneeën, naar het noorden en westen van Spanje, waar zij zich met de Iberische oerbevolking vermengden en het volk der Keltiberiërs vormden, dat een met het Gallisch verwante taal sprak.

## Geschiedenis
In de loop van de derde eeuw v.Chr. vond er een expansie van de steden, de handel en nijverheid plaats in Gallië. Het gebruik van geld werd overgenomen van de Griekse kolonies waarmee de Galliërs in contact stonden of werd meegebracht door Gallische huurlingen die naar huis terugkeerden. Een monetaire economie ontwikkelde zich. In de tweede eeuw v.Chr. gaf elke belangrijke Gallische stad eigen munten uit, die werden gebruikt voor het innen van belastingen.

### Romeinse tijd
Gallië werd geannexeerd door de Romeinen, toen Julius Caesar de Gallische stammen in het gebied overwon, in de periode tussen 58 v.Chr. - 51 v.Chr.. In 53-52 voor Christus sloeg Caesar de grote Gallische rebellie onder leiding van Vercingetorix neer, een conflict dat eindigde met de belegering van Alesia en de overgave van Vercingetorix . Caesar beloonde de Gallische stammen die hem trouw waren, royaal en gaf hun een aanzienlijke autonomie. Hij beschreef zijn ervaringen in zijn boek Commentarii de bello Gallico (Verslagen over de Gallische Oorlog). De hele oorlog kostte het leven aan meer dan een miljoen Galliërs, en nog een miljoen werden tot slaaf gemaakt.

#### Indeling
Het gebied werd vervolgens geregeerd als een aantal Romeinse provincies. De hoofdstad van de Galliërs was Lyon, een stad waar twee keizers geboren werden, Claudius en Caracalla.
Het gebied werd als volgt onderverdeeld:
- Gallia Cisalpina (ten zuiden van de Alpen)
  - Gallia Transpadana (ten noorden van de Po)
  - Gallia Cispadana (ten zuiden van de Po)

- Gallia Transalpina (ten westen van de Alpen)
  - Gallia Narbonensis provincia
  - Gallia Comata (tussen Rijn en Pyreneeën)
    - Gallia Belgica
    - Gallia Aquitania
    - Gallia Lugdunensis

#### Taal
In bijna al deze "Gallia's" werden verwante dialecten van dezelfde Keltische taal gesproken. In Aquitania, evenwel, werd een geheel andere taal gesproken, verwant aan het Baskisch en (waarschijnlijk) aan het thans uitgestorven Iberisch. In het door de Romeinen bezette Gallië ontwikkelde zich een mengvorm van Romeinse en Keltische gebruiken: de Gallo-Romaanse cultuur.

#### Gebeurtenissen
Al vanaf de 1e eeuw bouwde men versterkte grenzen tegen de toenemende druk van invallende Germaanse stammen. Tijdens de Crisis van de derde eeuw, na de Slag bij Edessa (260), waarbij keizer Valerianus I werd gevangengenomen, braken overal opstanden uit. Het Romeinse Rijk stond op de rand van de afgrond. Generaal Postumus riep zichzelf uit als keizer van het Gallische keizerrijk.
Tijdens de vierde eeuw werd het Romeinse Rijk hervormd. De aanzet van de bestuurlijke hervormingen in het Romeinse Rijk begon met Diocletianus en zijn Tetrarchie, het opsplitsen van het rijk in vier delen. Constantijn de Grote zette die hervormingen verder in praefectura praetorio, die op hun beurt verdeeld werden in dĭœcēsĭs. Het Gallische keizerrijk werd omgedoopt tot praefectura praetorio Galliarum, dit omvatte Britannia, Gallië, Viennensis en Hispania (inclusief Mauretania Tingitana). De hoofdstad was Augusta Treverorum. Rond 395 werden de Romeinse provincies herschikt en werd de hoofdstad verplaatst naar Arelate.
Op 31 december 406 staken verschillende Germaanse stammen, onder meer de Alemannen, Vandalen en Sueven de Rijn over om Gallië te plunderen. Het Romeinse leger bleek niet in staat adequaat op te treden. Een aantal legereenheden kwam bovendien in opstand en riepen hun eigen generaals uit tot keizer. In Britannia nam Flavius Claudius Constantinus het heft in eigen handen en stak Het Kanaal over. Het praefectura praetorio Galliarum maakte tussen 407 en 415 roerige tijden mee. Pas na 415 keerde de rust enigszins terug toen de Visigoten een bondgenootschap sloten met Constantius III. Ook met andere Germaanse stammen sloten de Romeinen vrede. De Alemannen kregen de status van foederati in de Elzas en Vandalen en Sueven trokken verder naar het Iberisch schiereiland.
Onder de Romeinse veldheer Aetius keerde het Romeinse gezag, behoudens noordelijk Gallië en de grensgebieden langs de Rijn, deels terug. In 451 hield Attila de Hun lelijk huis in de regio. Alhoewel Flavius Aetius, de 'Gesel Gods' kon stoppen op de Catalaunische Velden, kon dit de verdere verbrokkeling van het West-Romeinse Rijk niet tegenhouden. Het Gallo-Romeinse Rijk werd in 457 door Aegidius gesticht. In 486 eindigde het Romeinse gezag in Gallië, toen de Romeinse gouverneur Syagrius overwonnen werd door de Salische Franken, die toen onder het gezag van Clovis stonden.

## Voedsel

### Aquitaniërs
- Basisvoedsel:
  - Granen zoals gerst en tarwe, vaak verwerkt in pap.
  - Vis, schelpdieren en schaaldieren (door hun nabijheid tot de Atlantische Oceaan).
  - Rundvlees en schapenvlees.
- Groenten en gewassen:
  - Peulvruchten zoals linzen en bonen.
  - Knolgewassen zoals rapen.
- Typische gerechten:
  - Gerstepap met vis of schaaldieren.
  - Stoofschotels van vis en groenten.

### Galliërs (algemeen)
- Basisvoedsel:
  - Tarwe, gerst, en rogge, gebruikt voor brood en pap.
  - Varkensvlees, rundvlees, schapenvlees en wild zoals herten en everzwijnen.
  - Zuivelproducten zoals kaas en melk.
- Groenten en gewassen:
  - Peulvruchten zoals linzen en tuinbonen.
  - Groenten zoals kool, prei, uien, en knoflook.
  - Kruiden zoals koriander en dille.
- Typische gerechten:
  - Rijkgevulde stoofpotten met vlees en groenten.
  - Broden en platte broden gemaakt van rogge of tarwe.
  - Gegrild varkensvlees, vaak bereid tijdens feesten.

### Belgen
- Basisvoedsel:
  - Granen zoals haver, gerst en rogge, vooral gebruikt in pap.
  - Rundvlees en schapenvlees, met een nadruk op vleesstoofschotels.
  - Wilde dieren zoals everzwijnen en hazen.
- Groenten en gewassen:
  - Rapen, uien, en peulvruchten zoals erwten.
  - Knollen en wilde kruiden.
- Typische gerechten:
  - Stevige vleesstoofschotels met groenten zoals rapen en uien.
  - Haver- of gerstpap.
  - Geroosterde stukken vlees, vaak van wild

## Kaarten

Gallië rond de 1e eeuw v.Chr.
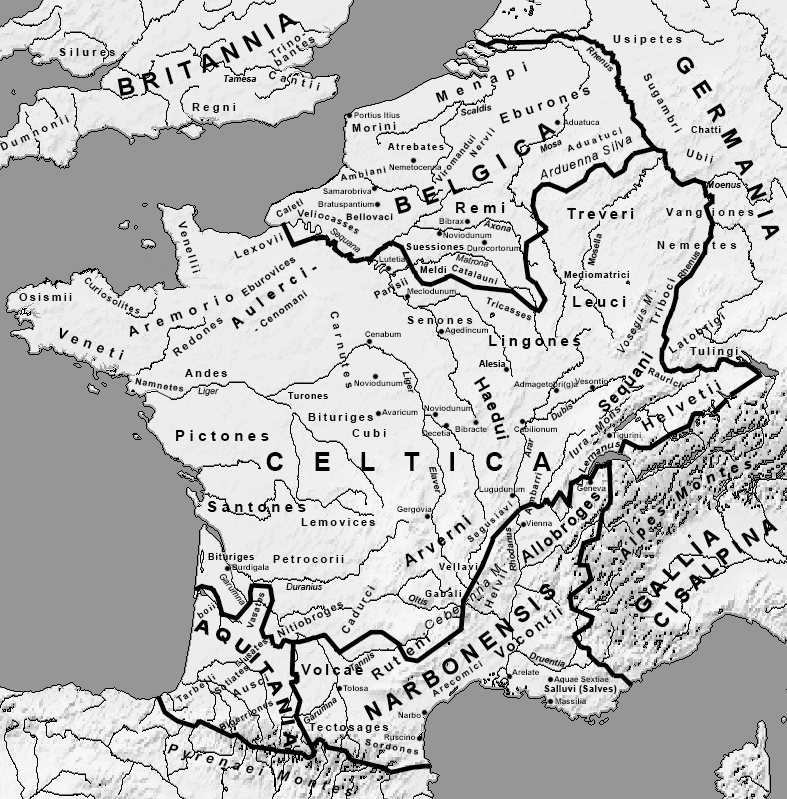
Verdeling van Gallië rond 54 v.Chr.